# Vennes (Doubs)
Pour les articles homonymes, voir Vennes.
Vennes est une commune française située dans le département du Doubs, la région culturelle et historique de Franche-Comté et la région administrative Bourgogne-Franche-Comté.
Les habitants de Vennes sont appelés les Veinards.

## Géographie

### Toponymie
Vinnis capelle sancte Columbe en 1092 ; Vinnis en 1134 ; Vinnes en 1139 ; Capellam de Vennes en 1148 ; Venes au XIIe siècle ; Vengnes en 1249 ; Vignes en 1267 ; Le Vaud de Venes en 1327 ; Vaynes en 1614 ; Vennes-le-Bourg en 1667.

### Climat
Pour des articles plus généraux, voir Climat de la Bourgogne-Franche-Comté et Climat du Doubs.
En 2010, le climat de la commune est de type climat de montagne, selon une étude du Centre national de la recherche scientifique s'appuyant sur une série de données couvrant la période 1971-2000. En 2020, Météo-France publie une typologie des climats de la France métropolitaine dans laquelle la commune est exposée à un climat de montagne ou de marges de montagne et est dans la région climatique  Jura, caractérisée par une forte pluviométrie en toutes saisons (1 000 à 1 500 mm/an), des hivers rigoureux et un ensoleillement médiocre. 
Pour la période 1971-2000, la température annuelle moyenne est de 7,8 °C, avec une amplitude thermique annuelle de 16,6 °C. Le cumul annuel moyen de précipitations est de 1 433 mm, avec 13,4 jours de précipitations en janvier et 11,2 jours en juillet. Pour la période 1991-2020, la température moyenne annuelle observée sur la station météorologique de Météo-France la plus proche, « Pierrefontaine », sur la commune de Pierrefontaine-les-Varans à 7 km à vol d'oiseau, est de 8,8 °C et le cumul annuel moyen de précipitations est de 1 376,5 mm. 
La température maximale relevée sur cette station est de 39,3 °C, atteinte le 31 juillet 1983 ; la température minimale est de −31,9 °C, atteinte le 9 janvier 1985,,. 
Les paramètres climatiques de la commune ont été estimés pour le milieu du siècle (2041-2070) selon différents scénarios d'émission de gaz à effet de serre à partir des nouvelles projections climatiques de référence DRIAS-2020. Ils sont consultables sur un site dédié publié par Météo-France en novembre 2022.

## Urbanisme

### Typologie
Au 1er janvier 2024, Vennes est catégorisée commune rurale à habitat dispersé, selon la nouvelle grille communale de densité à 7 niveaux définie par l'Insee en 2022.
Elle est située hors unité urbaine et hors attraction des villes,.

### Occupation des sols
L'occupation des sols de la commune, telle qu'elle ressort de la base de données européenne d’occupation biophysique des sols Corine Land Cover (CLC), est marquée par l'importance des territoires agricoles (57,9 % en 2018), en diminution par rapport à 1990 (61,8 %). La répartition détaillée en 2018 est la suivante : 
prairies (57,7 %), forêts (42 %), zones agricoles hétérogènes (0,2 %), zones urbanisées (0,1 %). L'évolution de l’occupation des sols de la commune et de ses infrastructures peut être observée sur les différentes représentations cartographiques du territoire : la carte de Cassini (XVIIIe siècle), la carte d'état-major (1820-1866) et les cartes ou photos aériennes de l'IGN pour la période actuelle (1950 à aujourd'hui).

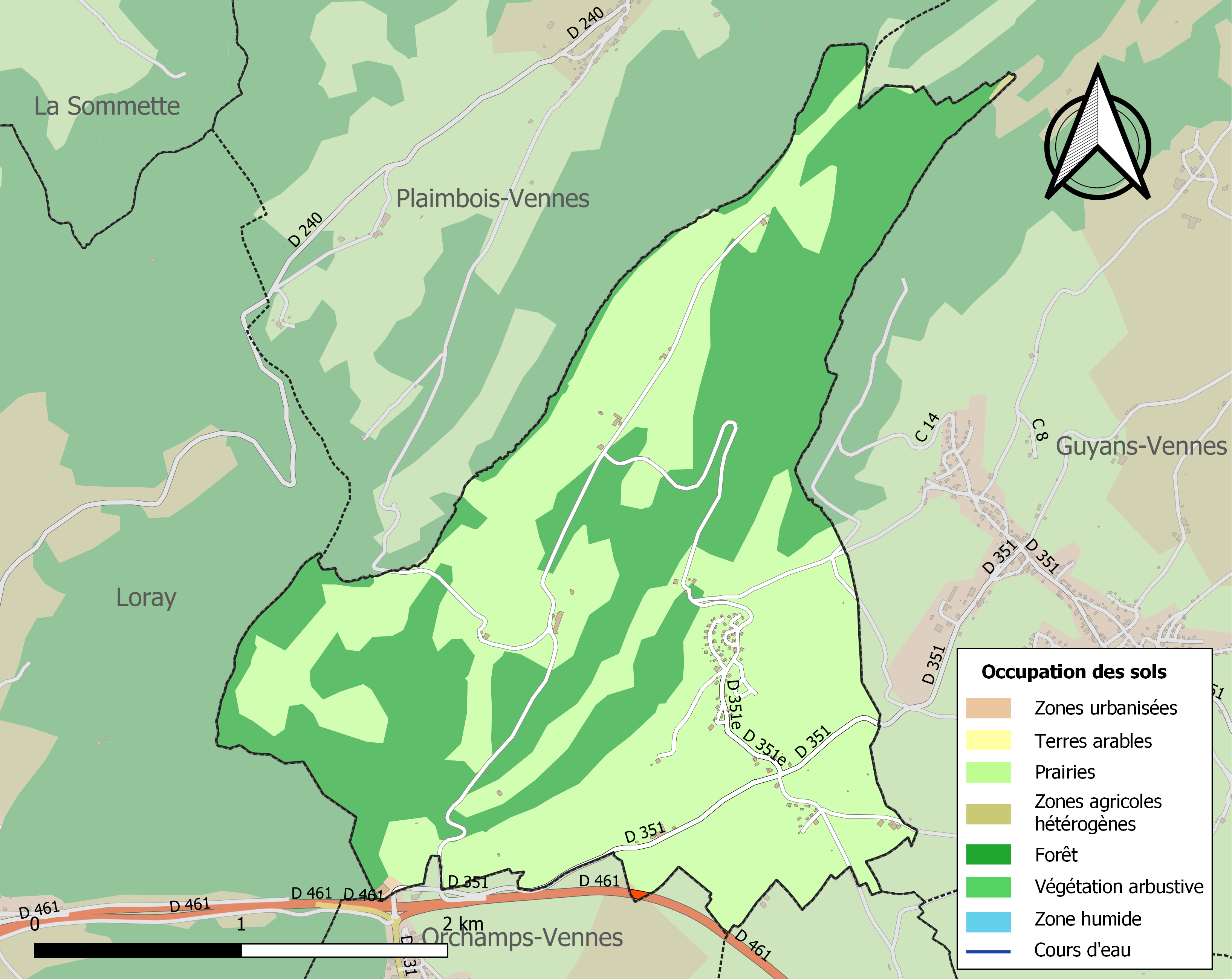
Carte des infrastructures et de l'occupation des sols de la commune en 2018 (CLC).

## Histoire
L'ouvrage de l'abbé Narbey, prêtre au petit Séminaire de Consolation, et édité en 1868 sous le nom : « Les hautes montagnes du Doubs entre Morteau, Le Russey, Belvoir et Orchamps-Vennes », nous éclaire un peu plus sur la contrée du val de Vennes.
Sur la commune de Vennes, se trouve la roche Barchey, c'est-à-dire en celtique, la roche percée. Une caverne s'ouvre au centre de l'esplanade et va déboucher à plus de vingt pieds au-dessous, en face d'une roche pyramidale, fort semblable à un menhir, ou pierre dressée, objet de vénération des Gaulois. Des rigoles taillées de main d'homme, sur le roc vif, conduisent, en serpentant, du côté de cette espèce de menhir, qui est élevé d'environ six mètres, et présente des entailles ou escaliers informes, par lesquels on peut monter au sommet. Les traditions du pays placent en cet endroit des réunions de sorciers qui, depuis des siècles, y auraient tenu le sabbat ; ce qui est, au rapport des chercheurs, un souvenir de quelque vieille superstition des druides. Beaucoup d'historiens ont signalé l'intérêt des Gaulois pour les roches percées. S'ils ont laissé des traces de leur passage à Barschey, apparemment ils y vinrent offrir des sacrifices à Pluton, qui était une divinité particulièrement chère à leurs yeux. Les vieux murs qui sont là indiquent des travaux du Xe siècle ou du XIe siècle, et peut-être une tour du haut de laquelle on surveillait les Sarrasins fixés sur la montagne voisine.
Le château de Vennes était au Moyen Âge un beau et vaste donjon, confié à la garde de chevaliers, dont l'histoire est liée à celles de plusieurs nobles familles de la province et dont les chartes de Saint-Maurice (Valais) rappellent les anciens hommages et la fidélité.
Le château était divisé en trois compartiments superposés, communiquant entre eux par des escaliers de pierre, et comprenant chacun dans leur enceinte une esplanade, dont la plus élevée se terminait à l'arête septentrionale du rocher. Au midi de cette esplanade supérieure étaient des galeries couvertes se prolongeant de l'est au couchant et reliées à des corps de logis bien pourvus de meubles, d'armes et de munitions de guerre. Au milieu, la chapelle était entourée des demeures seigneuriales. Si l'on s'avançait au nord, on arrivait au-dessus du rocher qui surplombe, à environ 30 mètres, au-dessus d'un chemin pavé. Une roue, fixée au point culminant, remontait au moyen d'une chaine les provisions nécessaires.
La seconde esplanade, qui renfermait la première dans toute sa longueur, était garnie de deux tourelles: l'une au midi, très bien conservée en 1556, avec une chambre pour les gardes de nuit, et l'autre un peu plus au nord. C'est dans cet espace intermédiaire qu'étaient les prisons et les caves, enfoncées à sept mètres sous terre, sur trente mètres de longueur. En descendant l'esplanade inférieure, qui n'était guère élevée au-dessus du sol, on rencontrait un fort appelé porterie, attenant à une cour spacieuse et à une étable divisée en trois parties, près de laquelle étaient les escaliers de pierre pour monter aux habitations supérieures. Les tours et les appartements destinés à la garnison pouvaient contenir deux mille hommes de guerre.
Les murs d'enceinte, sur leur plus grande étendue, mesuraient 163 mètres ; ils enveloppaient tout le fer à cheval de la citadelle et avaient sept pieds d'épaisseur.
Pour y entrer, on longeait au nord le chemin pavé qui s'ouvrait entre deux tronçons de roc vif et aboutissait à un pont levis du côté du levant, puis à la seconde esplanade qu'il traversait de l'est au couchant.
Mais on ne pouvait arriver au sommet ni avec les chars ni avec les chevaux : tout semblait avoir été distribué en vue des esclaves chargés des différents offices de la domesticité.
Le château avait subi bien des péripéties dans le cours des âges: ruiné par les Barbares, puis agrandi et restauré, il était déjà le vieux château par rapport à Chatelneuf, construit près de la source du Dessoubre, en 1027.
Le château de Vennes malgré son histoire incroyable et les nombreuses aides apportés aux villageois lors des invasions diverses, n'est aujourd'hui plus que l'ombre de lui-même. Il ne subsiste que quelques traces de ses vestiges ancestraux. Les ruines ont presque disparu.

## Politique et administration
| Période                                  | Période                     | Identité                                   | Étiquette | Qualité     |
| ---------------------------------------- | --------------------------- | ------------------------------------------ | --------- | ----------- |
| mars 2001                                | 2008                        | Michel Renaud                              |           |             |
| mars 2008                                | 2014                        | Jean-Louis Contini                         |           |             |
| mars 2014                                | En cours (au 1er juin 2020) | David Vivot Réélu pour le mandat 2020-2026 | SE        | Agriculteur |
| Les données manquantes sont à compléter. |                             |                                            |           |             |

## Démographie
L'évolution du nombre d'habitants est connue à travers les recensements de la population effectués dans la commune depuis 1793. Pour les communes de moins de 10 000 habitants, une enquête de recensement portant sur toute la population est réalisée tous les cinq ans, les populations de référence des années intermédiaires étant quant à elles estimées par interpolation ou extrapolation. Pour la commune, le premier recensement exhaustif entrant dans le cadre du nouveau dispositif a été réalisé en 2008.

En 2022, la commune comptait 243 habitants, en évolution de +43,79 % par rapport à 2016 (Doubs : +1,88 %, France hors Mayotte : +2,11 %).
| 1793 | 1800 | 1806 | 1821 | 1831 | 1836 | 1841 | 1846 | 1851 |
| ---- | ---- | ---- | ---- | ---- | ---- | ---- | ---- | ---- |
| 160  | 135  | 177  | 138  | 190  | 201  | 200  | 172  | 202  |

| 1856 | 1861 | 1866 | 1872 | 1876 | 1881 | 1886 | 1891 | 1896 |
| ---- | ---- | ---- | ---- | ---- | ---- | ---- | ---- | ---- |
| 197  | 178  | 190  | 204  | 191  | 178  | 168  | 161  | 160  |

| 1901 | 1906 | 1911 | 1921 | 1926 | 1931 | 1936 | 1946 | 1954 |
| ---- | ---- | ---- | ---- | ---- | ---- | ---- | ---- | ---- |
| 155  | 156  | 143  | 131  | 131  | 114  | 126  | 102  | 129  |

| 1962 | 1968 | 1975 | 1982 | 1990 | 1999 | 2006 | 2008 | 2013 |
| ---- | ---- | ---- | ---- | ---- | ---- | ---- | ---- | ---- |
| 112  | 107  | 79   | 76   | 82   | 108  | 131  | 138  | 147  |

| 2018 | 2022 | - | - | - | - | - | - | - |
| ---- | ---- | - | - | - | - | - | - | - |
| 196  | 243  | - | - | - | - | - | - | - |

## Lieux et monuments
- La chapelle Sainte-Radegonde. Construite en 1541, très endommagée en 1793, elle fut restaurée en 1854 et demeura un lieu de pèlerinage très fréquenté jusqu'au milieu du XXe siècle[20].
- Ancienne voie romaine.
- La  Roche Barchey et son belvédère à 988 mètres d'altitude. Selon la tradition, le gouffre de la roche Barchey était un lieu de sabbat[21].
- Ruine du château au creux de Vennes.

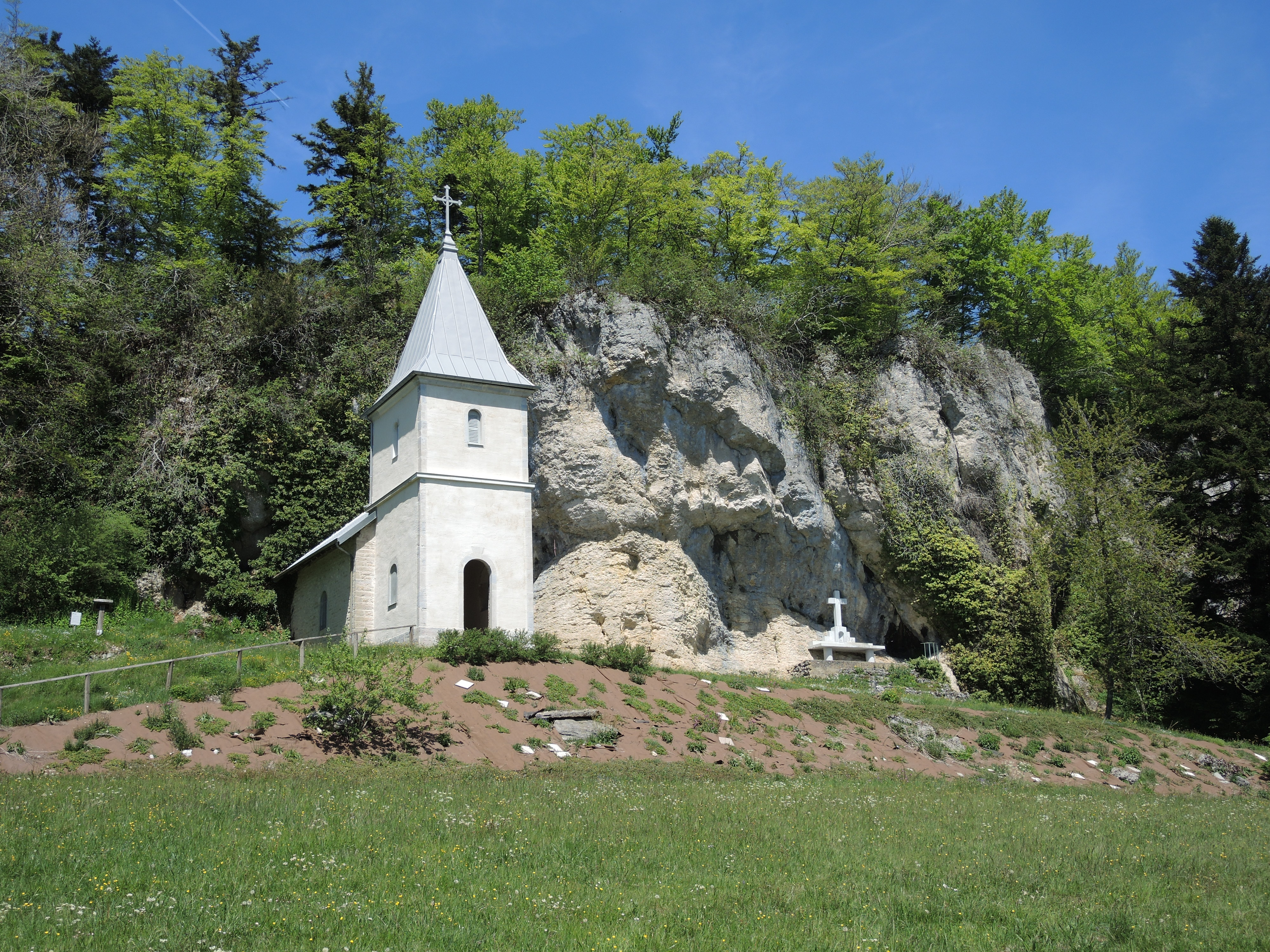
Chapelle Sainte Radegonde.
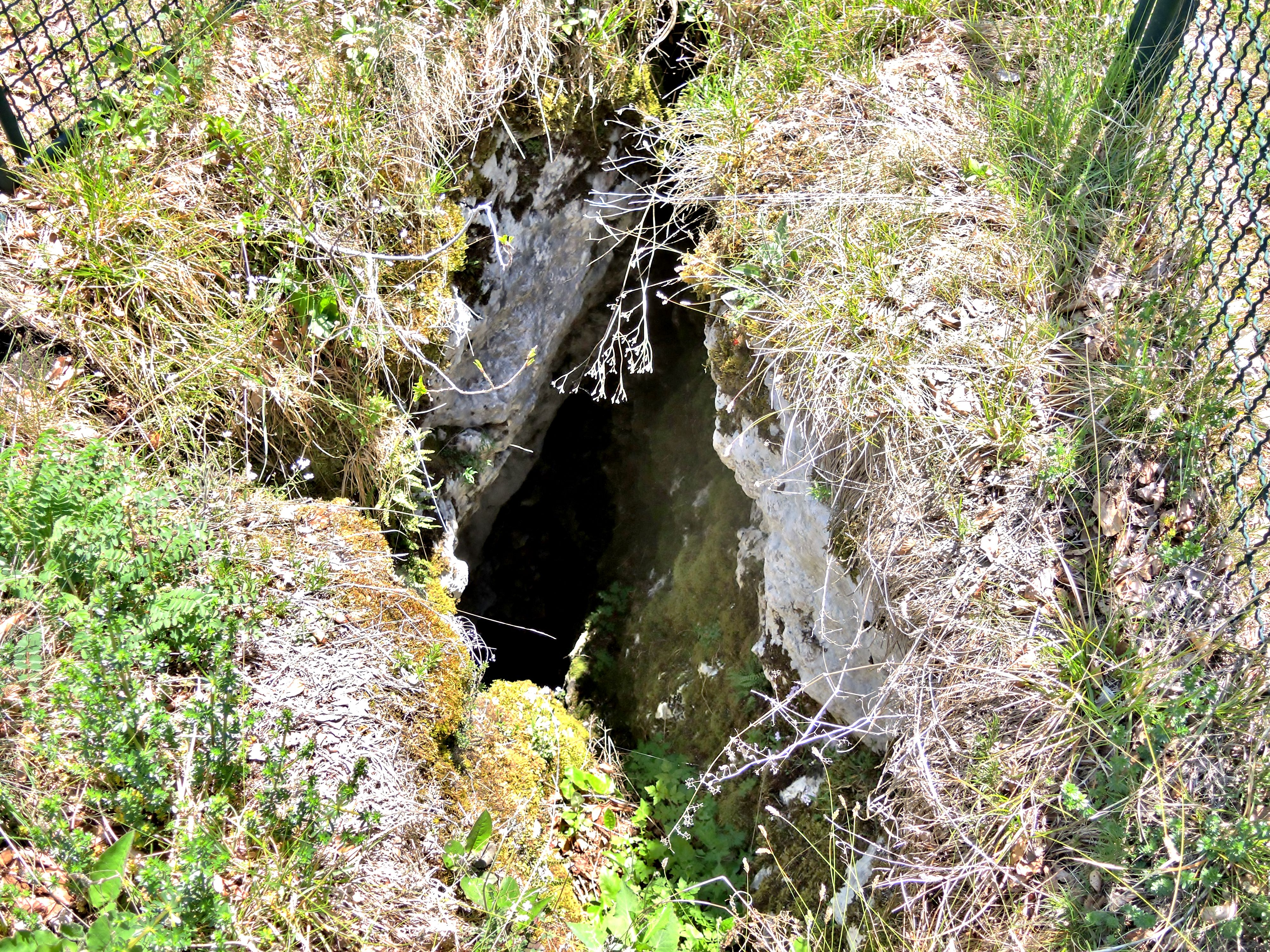
Gouffre, au sommet de la roche Barchey.
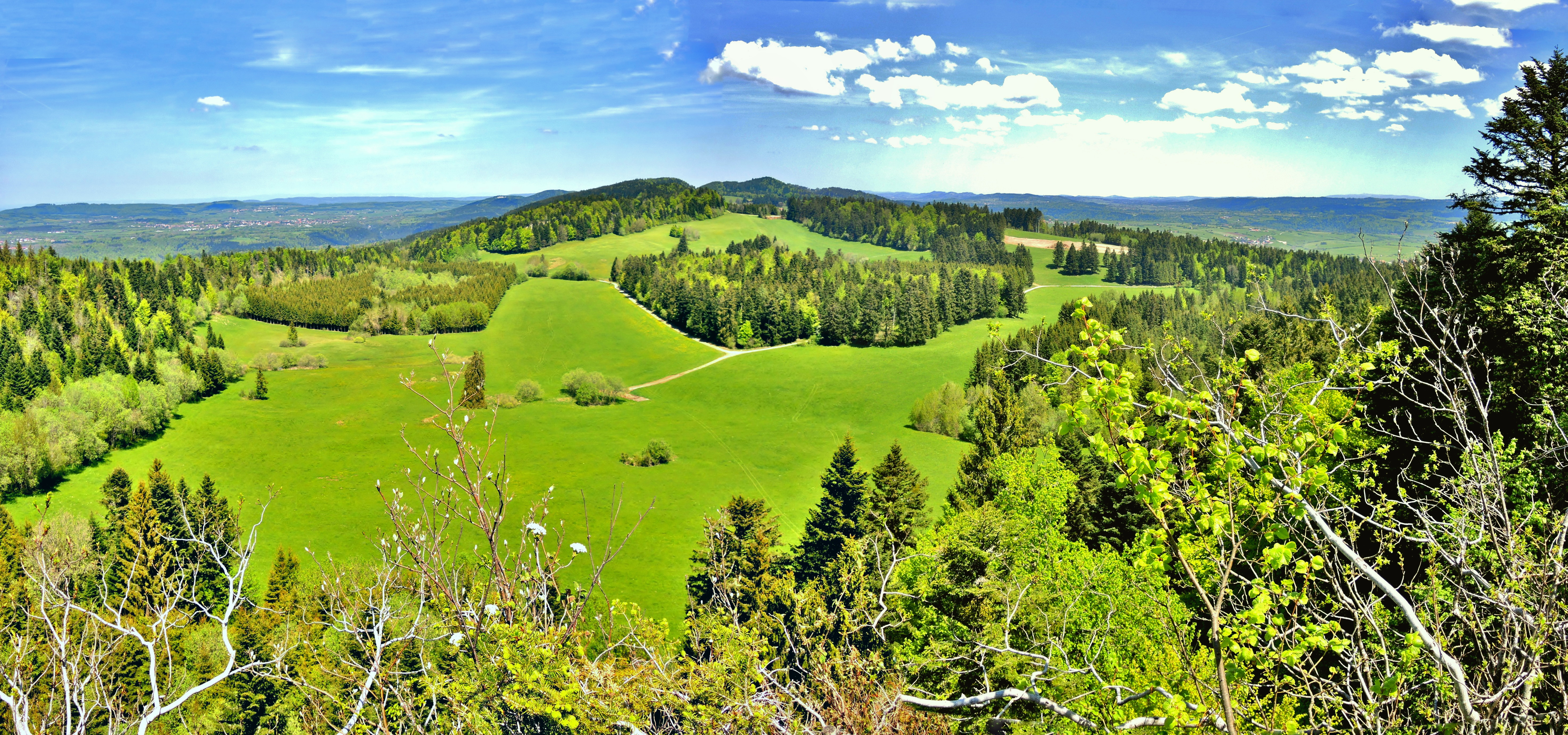
Panorama à la roche Barchey.